# رقص شهوانی
رقص شهوانی نوعی رقص است که فرد با نشان دادن اندام جنسی خود درصدد برانگیختگی جنسی مخاطبان است.
فرد رقصنده معمولاً با پوشیدن لباس‌های مخصوص و نیمه‌برهنه همانند شورت بندی جی در مقابل بینندگان اقدام به درآوردن لباس‌های خود می‌کند.